# 아베 도시유키
아베 도시유키(일본어: 阿部 敏之, 1974년 8월 1일 ~ )는 일본의 전 축구 선수이다.

## 구단 경력
과거 가시마 앤틀러스, CFZ, 우라와 레즈, 베갈타 센다이, 알비렉스 니가타에서 활동하였다.